# Tiquinho Soares
Tiquinho Soares, właśc. Francisco das Chagas Soares dos Santos (ur. 17 stycznia 1991 w Sousie) – brazylijski piłkarz z obywatelstwem portugalskim występujący na pozycji napastnika, od 2022 roku zawodnik Botafogo.